# Wieża ciśnień w Gliwicach (ul. Sobieskiego)
Wieża ciśnień w Gliwicach (ul. Sobieskiego) – neogotycka wieża ciśnień usytuowana przy ul. Sobieskiego w Gliwicach.

## Historia
Wieża ciśnień została zbudowana w latach 1905–1908 na wzgórzu, ponieważ musiała być położona wyżej od istniejącej już wieży przy ul. Poniatowskiego, którą wspomagała w dostarczaniu wody do południowych dzielnic Gliwic. W niektórych źródłach jest podawana data budowy 1918, ale według konserwatora zabytków Ewy Pokorskiej, bardziej prawdopodobne jest datowanie powstania wieży na lata 1905–1908. 
Wysoki na 50 metrów budynek ma kształt walca o średnicy 26 m. Znajduje się w nim zbiornik typu Intze, wykonany z blach stalowych nitowanych. Projektantem wieży był Wilhelm Adalbert Otto Kranz. Remont kapitalny wieży został wykonany w latach 1955–1958. Naprawiono wtedy pęknięcia w murze, gzymsy i konstrukcję dachu, wymieniono stolarkę okienną. Podczas kolejnego remontu w 1974 roku został odnowiony zbiornik, a trzy lata później naprawiono dach wymieniając jego pokrycie i remontując wieńczącą go latarnię.
W 1985 roku została całkowicie wycofana z eksploatacji, a w 2004 roku sprzedana. W sierpniu 2008 roku podczas pożaru został uszkodzony dach.

## Właściciel
W 2004 roku wieżę kupiła gliwicka firma Remistal i urządziła w niej skład maszyn budowlanych. Kolejnym właścicielem od 2006 roku był znany fotograf Tomasz Gudzowaty. Sprzedał ją spółce Water Tower, a ta Zakładowi Badawczo-Produkcyjnemu Mostostal, ale okazało się, że pod tą nazwą kryje się ten sam właściciel.
Od 2013 roku właścicielem wieży był Cyprian Lubotorski prywatny przedsiębiorca spod Warszawy. Zabezpieczył on budynek, uporządkował teren wokół wieży. Jednak w 2018 roku sprzedał ją pyskowickiej firmie Komsta Okna i Drzwi.

## Zabytek
W grudniu 1998 roku wieża została wpisana do rejestru zabytków pod numerem A/1689/98 z 30 grudnia 1998 (obecnie nr rej. A/805/2021).